# Пресенж
Пресенж (фр. Presinge) — громада  в Швейцарії в кантоні Женева.

## Географія
Громада розташована на відстані близько 125 км на південний захід від Берна, 9 км на північний схід від Женеви.
Пресенж має площу 4,7 км², з яких на 12,7% дозволяється будівництво (житлове та будівництво доріг), 68% використовуються в сільськогосподарських цілях, 18,6% зайнято лісами, 0,6% не є продуктивними (річки, льодовики або гори).

## Демографія
2019 року в громаді мешкало 723 особи (+16,2% порівняно з 2010 роком), іноземців було 20,1%. Густота населення становила 154 осіб/км².
За віковим діапазоном населення розподілялося таким чином: 20,9% — особи молодші 20 років, 56,3% — особи у віці 20—64 років, 22,8% — особи у віці 65 років та старші. Було 231 помешкань (у середньому 2,8 особи в помешканні).
Із загальної кількості 212 працюючих 21 був зайнятий в первинному секторі, 10 — в обробній промисловості, 181 — в галузі послуг.